# Alexandru Chipciu
Alexandru Mihăiță Chipciu (Brăila, 18 de maio de 1989) é um futebolista romeno que atua como lateral-esquerdo ou ponta-esquerda. Atualmente joga no Universitatea Cluj.

## Carreira
Alexandru Chipciu fez parte do elenco da Seleção Romena que disputou a Eurocopa de 2016.

## Títulos

### Steaua
- Campeonato Romeno: 2012–13, 2013–14, 2014–15
- Copa da Romênia: 2014–15
- Supercopa da Romênia: 2013
- Copa da Liga da Romênia: 2014–15, 2015–16

### Anderlecht
- Campeonato Belga: 2016–17
- Supercopa da Bélgica: 2017